# ناحیه ویلا خیال
ناحیه ویلا خیال (به پرتغالی: Distrito de Vila Real) یک منطقهٔ مسکونی در پرتغال است که در منطقه شمالی واقع شده‌است. ناحیه ویلا خیال ۴٬۳۲۸ کیلومتر مربع مساحت و ۲۲۳٬۷۳۱ نفر جمعیت دارد.